# Агінський Бурятський округ
51°00′ пн. ш. 114°30′ сх. д. / 51.000° пн. ш. 114.500° сх. д.

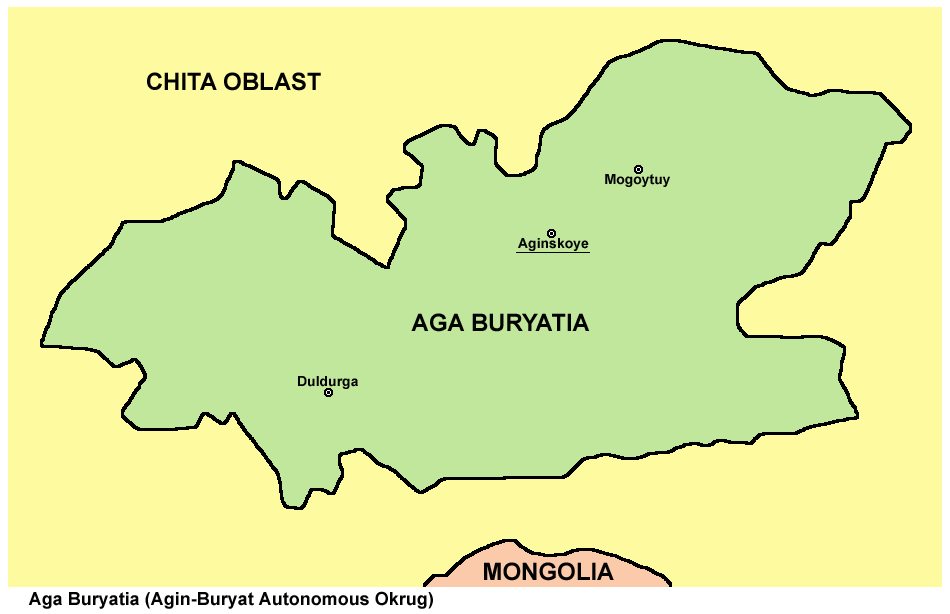
Мапа Агінського Бурятського округу

Агінський Бурятський округ (рос. Аги́нский-Буря́тский о́круг; бур. Агын Буряадай тойрог) — адміністративно-територіальна одиниця з особливим статусом в Забайкальському краї. До 2008 року — Агінський Бурятський автономний округ — суб'єкт Російської Федерації у складі Читинської області, входив до складу Сибірського федерального округу. Анклав на території Читинської області РФ.
Площа території округу — 19 592 км². Чисельність населення на 2014 рік — 76 793 чол.
Адміністративний центр — Агінське.

## Історія
26 вересня 1937 постановою ЦВК СРСР з Агінського і Улан-Ононського аймаків Бурят-Монгольської АРСР було утворено Агінський Бурят-Монгольський національний округ у складі Читинської області. 16 вересня 1958 , після заміни етноніма «бурят-монголи» на «буряти», округ перейменовано в Агінський Бурятський національний округ. З 7 жовтня 1977 — Агінський Бурятський автономний округ. З 31 березня 1992 був самостійним суб'єктом Російської Федерації.
1 березня 2008 в результаті його об'єднання з Читинською областю було утворено Забайкальський край, у складі якого було проголошено створення адміністративно-територіальної одиниці з особливим статусом — Агінського Бурятського округу.

## Адміністративний поділ
У складі округу з 2006 року існують 42 муніципальних утворення, з них 3 муніципальних райони (що збігаються з адміністративно-територіальними районами), 4 міських і 35 сільських поселення. У Агінському Бурятському окрузі немає міст, 4 селища міського типу, 35 сільських адміністрацій, всього 62 сільських населених пунктів.
- Агінський район
- Дульдургінський район
- Могойтуйський район
- Міський округ селища Агінське

Національний склад населення
| Народ    | 1959   | 1970   | 1979   | 1989   | 2002   |
| -------- | ------ | ------ | ------ | ------ | ------ |
| буряти   | 47,6 % | 50,4 % | 52,0 % | 54,9 % | 62,5 % |
| росіяни  | 48,6 % | 44,0 % | 42,1 % | 40,8 % | 35,1 % |
| татари   | …      | 1,6 %  | 1,2 %  | …      | …      |
| українці | …      | 1,2 %  | 1,2 %  | …      | …      |
| калмики  | 1,1 %  | …      | …      | …      | …      |

## Ресурси Інтернету
- Официальный сайт Агинского Бурятского округа [Архівовано 8 грудня 2021 у Wayback Machine.]
- Агинский Бурятский автономный округ в справочнике-каталоге «Вся Россия»
- Недостижимая симметрия: об итогах «укрупнения» субъектов Российской Федерации [Архівовано 30 березня 2014 у Wayback Machine.]